# Parlamento de Polonia
El Parlamento de Polonia es el órgano legislativo bicameral de la República de Polonia. Lo componen el Senado (el cuarto bajo, de 100 escaños) y la Dieta o Sejm (el cuarto alto, de 460 escaños). Este segundo cuarto es el que elige el primer ministro de Polonia a propuesta del presidente de Polonia.

## Descripción
El órgano fue creado en 1989, en el contexto de las revoluciones coetáneas en el país, seguidas de la caída de la Unión Soviética. Desde que existe, tiene dos cámaras diferenciadas, aunque antiguamente se llamaba Sejm al parlamento en su conjunto. Las primeras elecciones parlamentarias fueron el mismo año de fundación y desde entonces se celebran cada cuatro años. Para obtener escaños en el parlamento, los partidos políticos necesitan al menos un 5 % de los votos; para las coaliciones, en cambio, el mínimo es un 8%.
Según la constitución, corresponde al presidente la labor de convocar el nuevo parlamento no más tarde de 30 días pasadas las elecciones parlamentarias. En esta sesión, el gobierno presenta la dimisión para poder formar lo siguiente. Así pues, el presidente se lo encarga a uno de los líderes políticos, a menudo del partido más votado, que constituye el primer ministro designado. En los siguientes 14 días, el gabinete y el programa que selecciona deben recibir el apoyo de la mayoría de diputados de la Sejm en un proceso de voto secreto. Si no puede, los parlamentarios deben elegir a otro candidato a primer ministro; si tampoco logra el resultado esperado, es el turno del presidente. Al tercer intento fallido, es necesario que el presidente de la nación convoque nuevamente elecciones parlamentarias. 